# Windhoekita
La windhoekita és un mineral de la classe dels silicats, que pertany al grup de la palygorskita. Anomenada així per la ciutat de Windhoek, propera a la localitat tipus. De visu és indistingible de la tuperssuatsiaïta. Es troba relacionada estructuralment amb la tuperssuatsiaïta i la raïta.

## Característiques
La windhoekita és un silicat de fórmula química Ca₂Fe3+2.67[Si₈O20](OH)₄·10H₂O. Cristal·litza en el sistema monoclínic. La seva duresa a l'escala de Mohs és 2.
Segons la classificació de Nickel-Strunz, la windhoekita pertany a «09.EE - Fil·losilicats amb xarxes tetraèdriques de 6-enllaços connectades per xarxes i bandes octaèdriques» juntament amb els següents minerals: bementita, brokenhillita, pirosmalita-(Fe), friedelita, pirosmalita-(Mn), mcgillita, nelenita, schal·lerita, palygorskita, tuperssuatsiaïta, yofortierita, zakharovita, falcondoïta, loughlinita, sepiolita, kalifersita, gyrolita, orlymanita, tungusita, reyerita, truscottita, natrosilita, makatita, varennesita, raïta, intersilita, shafranovskita, zeofil·lita, minehil·lita, fedorita, martinita i lalondeïta.

## Formació i jaciments
Es troba en forma de cristalls prismàtics d'hàbit llarg de fins a 0,15 mm d'amplitud i 4 mm de llargada. Es pot trobar aïllat o formant agregats. Segons algunes fonts, ha estat descrit associat a neptunita, així com a palygorskita, microclina, arisita-(La), arisita-(Ce), fluorapofil·lita-(K) i egirina. En la seva localitat tipus, únic lloc on s'ha descrit, va ser descoberta com a mineral hidrotermal en cavitats miarolítiques en una fonolita.